# Angelo Stano
Angelo Stano (Santeramo, pokrajina Bari regija Puglia, Italija, 6. siječnja 1953.-) talijanski je crtač stripova. 
Najpoznatiji je po njegovim crtežima za horror strip Dylan Dog, koji je nacrtao prvu priču. On je trenutni cover umjetnik iz serije. Trenutno je urednik glavne stranice za taj strip.